# Tectaria kehdingiana
Tectaria kehdingiana är en ormbunkeart som först beskrevs av Oskar Kuhn och Christian Luerssen, och fick sitt nu gällande namn av M. Price. Tectaria kehdingiana ingår i släktet Tectaria och familjen Tectariaceae. Inga underarter finns listade.